# Liste der Kulturdenkmäler in Orbis
In der Liste der Kulturdenkmäler in Orbis sind alle Kulturdenkmäler der rheinland-pfälzischen Ortsgemeinde Orbis aufgeführt. Grundlage ist die Denkmalliste des Landes Rheinland-Pfalz (Stand: 27. November 2018).

## Einzeldenkmäler
| Bezeichnung            | Lage                  | Baujahr    | Beschreibung | Bild                           |
| ---------------------- | --------------------- | ---------- | --- | ------------------------------ |
| Grabstein              | Binger Straße Lage    | 1924       | auf dem um 1900 angelegten, mehrfach erweiterten Friedhof Grabstein für den Separatistenführer und Präsidenten der Autonomen Pfalz Franz Josef Heinz († 1924)   | Fotos hochladen                |
| Protestantische Kirche | Langstraße 19 Lage    | gegen 1200 | spätromanischer, barock überformter Saalbau, gegen 1200; Ausstattung, Orgelprospekt von Johann Valentin Senn, um 1730; Bronzeglocke, 1867 von Hamm, Frankenthal | weitere Bilder Fotos hochladen |
| Wohnhaus               | Oberwieser Weg 5 Lage | 1716       | barockes Wohnhaus, teilweise Fachwerk, bezeichnet 1716 | weitere Bilder Fotos hochladen |